# Andrea Löw
Andrea Löw (* 12. September 1973 in Hagen) ist eine deutsche Zeithistorikerin.
Andrea Löw studierte Geschichte, Germanistik, Theater-, Film- sowie Fernsehwissenschaften an der Ruhr-Universität Bochum, wo sie 2005 zur Dr. phil. promoviert wurde. Von 2004 bis 2007 war sie an der Arbeitsstelle Holocaustliteratur der Justus-Liebig-Universität Gießen tätig. Seit Oktober 2007 ist sie als wissenschaftliche Mitarbeiterin am Institut für Zeitgeschichte (IfZ) beschäftigt, zunächst für drei Jahre in der Außenstelle Berlin (Editionsprojekt „Judenverfolgung 1933–1945“) und danach in München. Seit 2025 leitet sie das Zentrum für Holocaust-Studien am Institut für Zeitgeschichte in München, nachdem sie zuvor seit der Gründung im Jahr 2013 die stellvertretende Leitung des Zentrums war. Des Weiteren lehrt sie als Honorarprofessorin an der Universität Mannheim und ist Mitglied in zahlreichen Beiräten und Redaktionen sowie in der deutschen Delegation der IHRA. Sie forscht, betreut Projekte und publiziert zur NS-Judenverfolgung, insbesondere zum Themenkomplex Ghettos im deutsch besetzten Polen.
Löw ist passionierte Extremläuferin.

## Schriften (Auswahl)
- Juden im Getto Litzmannstadt. Lebensbedingungen, Selbstwahrnehmung, Verhalten, Wallstein Verlag, Göttingen 2006, ISBN 978-3-8353-0050-7 (zugleich: Dissertation, Ruhr-Universität Bochum).
- Juden in Krakau unter deutscher Besatzung 1939–1945, Wallstein Verlag, Göttingen 2011, ISBN 978-3-8353-0869-5 (gemeinsam mit Markus Roth).
- Das Warschauer Getto. Alltag und Widerstand im Angesicht der Vernichtung, Beck, München 2013, ISBN 978-3-406-64533-4 (gemeinsam mit Markus Roth).
- Józef Zelkowicz: In jenen albtraumhaften Tagen. Tagebuchaufzeichnungen aus dem Getto Lodz/Litzmannstadt, September 1942. Wallstein, Göttingen 2015, ISBN 978-3-8353-1116-9 (gemeinsam hrsg. mit Angela Genger und Sascha Feuchert).
- The Holocaust and European Societies. Social Processes and Social Dynamics, Palgrave Macmillan UK, London 2017, ISBN 978-1-137-56984-4 (gemeinsam mit Frank Bajohr).
- Happy Running. Laufend die Welt entdecken, Delius Klasing Verlag, Bielefeld 2017, ISBN 978-3-667-11570-6.
- Deportiert. „Immer mit einem Fuß im Grab“ – Erfahrungen deutscher Juden. S. Fischer Verlag, Frankfurt 2024, ISBN 978-3-10-397542-0.[3]